# Juju
Juju o ju-ju (francès: joujou, derivat de 'jouet', 'joguet') és un sistema de creences espirituals que incorpora objectes, com ara amulets i els encanteris utilitzats en la pràctica religiosa, com a part de la bruixeria a l'Àfrica occidental. El terme s'ha aplicat a les religions tradicionals d'Àfrica Occidental.
El terme "juju" i les pràctiques que s'hi associen, van viatjar de l'Àfrica occidental a Amèrica, arran del comerç d'esclaus a través de l'Atlàntic, i encara sobreviuen en alguns llocs, particularment entre els diferents grups de negres cimarrons que han conservat les seves tradicions africanes .

## Visió de conjunt
El juju és utilitzat, de vegades per fer complir un contracte o garantir-ne el compliment. Aquest també pot ser el cas en el context de la migració, la tracta de persones i la prostitució forçosa. En un escenari típic, una dona nigeriana rep un encanteri juju abans de ser enviada a Europa per a la prostitució. L'encanteri del juju pretén assegurar-se que pagarà als seus contrabandistes o traficants i no s'escaparà. El "metge bruixot" que organitza l'encanteri rep uns diners per fer aquest servei
Contràriament a la creença comuna, el vodú no està relacionat amb el juju, malgrat les similituds lingüístiques i espirituals. Hi hauria d'haver un bon juju, que podria provenir de gairebé totes les bones accions; El juju dolent es podria crear de manera inversa. A més el juju, per descomptat, té influència en la sort i la fortuna. Típics d'aquesta superstició són articles petits que es porten al damunt de manera similar a les joies, que normalment contenen "drogues" que són produïdes per "metges bruixots"
El terme "juju" s'utilitza habitualment per referir-se al sentiment d'alguna cosa. Per exemple, si una persona se sent afectada per un objecte o un lloc, diríem que l'objecte o el lloc tenen "mal juju".